# Adolf Wiklund (biatleta)
Adolf Jakob Wiklund (Bodum, 19 de diciembre de 1921-Frösön, 21 de septiembre de 1970) fue un deportista sueco que compitió en biatlón. Ganó tres medallas en el Campeonato Mundial de Biatlón, en los años 1958 y 1959.

## Palmarés internacional
| Campeonato Mundial | Campeonato Mundial   | Campeonato Mundial | Campeonato Mundial |
| Año                | Lugar                | Medalla            | Prueba             |
| ------------------ | -------------------- | ------------------ | ------------------ |
| 1958               | Saalfelden (Austria) | Medalla de oro     | Individual         |
| 1958               | Saalfelden (Austria) | Medalla de oro     | Equipo             |
| 1959               | Courmayeur (Francia) | Medalla de plata   | Equipo             |